# Trường Đại học FPT
Trường Đại học FPT là một cơ sở kinh doanh dịch vụ giáo dục tại Việt Nam được thành lập ngày 8/9/2006 theo Quyết định số 208/2006/QĐ-TTg của Thủ tướng Chính phủ, do Tập đoàn FPT đầu tư 100% vốn, trở thành trường đại học đầu tiên do một doanh nghiệp thành lập tại Việt Nam.

## Quá trình quốc tế hoá
TS. Lê Trường Tùng - Hiệu trưởng đầu tiên trường đại học FPT nhận xét: "10 năm tới thách thức cho cho các trường đại học sẽ không nằm ở trong nước mà còn vươn ra bản đồ giáo dục của khu vực và toàn cầu. Các trường đại học của Việt Nam cũng sẽ đi cùng dòng chảy và gặp cùng những thách thức này, chỉ là nhanh hay chậm thôi".
Tuân theo xu hướng đó, năm 2018 đánh dấu năm đầu tiên trường triển khai chương trình đào tạo quốc tế tại Lào, tuyển 150 sinh viên cho 2 chương trình đào tạo quốc tế ngành Kỹ thuật phần mềm và Quản trị Kinh doanh (chuyên sâu Thương mại điện tử). Trước đó, vào ngày 8/5/2018, Đại học FPT cũng đã phối hợp với Sengsavanh College tổ chức lễ công bố 2 chương trình đào tạo quốc tế bậc Cử nhân ngành Kỹ thuật phần mềm và Quản trị Kinh doanh (chuyên sâu Thương mại điện tử) tại Lào.
Trường cũng cho biết, việc triển khai 2 chương trình đào tạo quốc tế tại Lào nằm trong chiến lược quốc tế hoá giáo dục của Tổ chức Giáo dục FPT. Hiện nay, Tổ chức giáo dục FPT có hợp tác quốc tế với 58 đối tác trên 29 quốc gia.

## Cơ sở đào tạo

### Hà Nội
- Hòa Lạc campus, Khu công nghệ cao Hòa Lạc, km 29 Đại lộ Thăng Long: Đây là cơ sở do FPT đầu tư xây dựng và là nơi học tập của Trường THPT FPT, Khối Phát triển sinh viên quốc tế và Hệ Đại học chính quy. Từ ngày 15 tháng 9 năm 2015, đây là trụ sở chính của trường Đại học FPT.
- Tòa nhà Detech, số 8 Tôn Thất Thuyết, Mỹ Đình 2, Từ Liêm: Đây là địa điểm có tính "truyền thống" và gắn liền với sự hình thành, phát triển của ĐH FPT tại Hà Nội. Hiện nay cơ sở này là nơi làm việc của Khối Đào tạo liên kết quốc tế, công ty FTICO.
- Tòa nhà Việt-Úc Mỹ Đình 1, Nam Từ Liêm, Hà Nội: Đây là trụ sở làm việc và đào tạo của Viện Quản trị và Công nghệ FSB - cơ sở đào tạo Sau đại học. Ngoài các địa điểm trên thì còn 4 cơ sở khác tại Hà Nội đều là các cơ sở đào tạo của Trường ĐH FPT.
- Websie: https://hanoi.fpt.edu.vn/%5B%5D

### Đà Nẵng
- Cơ sở 137, Nguyễn Thị Thập, phường Hòa Minh, quận Liên Chiểu, TP Đà Nẵng
- FPT Campus, Khu đô thị FPT City, phường Hòa Hải, quận Ngũ Hành Sơn, TP Đà Nẵng

### Bình Định
• Khu đô thị An Phú Thịnh, phường Nhơn Bình, TP. Quy Nhơn, Bình Định.

### Thành phố Hồ Chí Minh
- Tòa nhà Đại học FPT, Khu Công nghệ Cao, phường Tân Phú, TP Thủ Đức, TP Hồ Chí Minh.
- Số 5 Nguyễn Gia Thiều, phường Võ Thị Sáu, Quận 3, TP Hồ Chí Mình (cơ sở Viện Quản trị và Công nghệ FSB).

### Cần Thơ
- Cầu Rau Răm, Khu vực 6, Nguyễn Văn Cừ nối dài, phường An Bình, TP. Cần Thơ.

## Thành tích

### Chứng nhận Ba Sao QS Stars
11/2012: Trường Đại học FPT đã trở thành trường ĐH Việt Nam đầu tiên chính thức được công nhận xếp hạng quốc tế Ba Sao (***) theo chuẩn QS Stars – một trong các chuẩn xếp hạng hàng đầu dành cho các trường đại học trên toàn thế giới. Trong đó, tiêu chí về Chất lượng đào tạo cùng Đóng góp xã hội của Trường Đại học FPT được tổ chức QS đánh giá với số điểm tuyệt đối: 5 sao. Tiêu chí Cơ sở vật chất, Tình trạng việc làm sau tốt nghiệp, Học bổng và các loại hình hỗ trợ sinh viên nhận được 4 sao .
Viện quản trị và Công nghệ FSB, đơn vị Đào tạo Sau Đại học của Trường Đại học FPT đã được tổ chức Eduniversal xếp hạng TOP#2 trường đào tạo Quản trị kinh doanh hàng đầu Việt Nam liên tiếp nhiều năm liền từ năm 2012 đến nay.

### Chứng nhận thành viên liên kết AUN - QA
Ngày 25/03/2018 trường Đại học FPT thuộc FPT Edu đã chính thức được công nhận là thành viên liên kết (Associate Member) của "Mạng lưới các trường Đại học Đông Nam Á" (AUN–QA).
Việc Đại học FPT trở thành thành viên liên kết AUN–QA, có ý nghĩa quan trọng với Tổ chức Giáo dục FPT. Tham gia mạng lưới này là cơ hội để FPT Edu tăng cường giao lưu, hợp tác, học hỏi và trao đổi về phát triển các chương trình đào tạo. Đặc biệt, khi trở thành thành viên liên kết việc công nhận tín chỉ các chương trình đào tạo của trường sẽ có nhiều thuận lợi hơn tại các trường ĐH khác trong cùng mạng lưới.
Tiêu chuẩn kiểm định chất lượng AUN–QA  đang là cái đích mà nhiều trường ĐH tại Việt Nam và trong khu vực Đông Nam Á hướng tới. Và đây cũng là chiến lược phát triển của FPT Edu trong việc xác định được vị thế các chương trình đào tạo của mình trong khu vực. Đồng thời, là cơ sở để xây dựng lộ trình phát triển cho chương trình đào tạo theo hướng vươn tới các chuẩn mực quốc tế nhằm thể hiện rõ tính quốc tế hóa của Tổ chức.